# Mirabeau (1911)
Мірабо (фр. Mirabeau) — один із шести напівдредноутних лінкорів класу «Дантон», побудованих для ВМС Франції у першому десятилітті XX століття. Завершений у 1911 році, корабель часто служив флагманом до початку Першої світової війни через три роки. «Мірабо» провів війну в Середземному морі і більшу частину свого часу блокував Отранто та Дарданелли, щоб запобігти прориву німецьких, австро-угорських та османських військових кораблів у Середземне море. Він також брав участь у спробі забезпечити згоду Греції на операції союзників у Македонії наприкінці 1916 року. «Мірабо» недовго брав участь в окупації Константинополя після закінчення війни наприкінці 1918 року. На початку 1919 року був направлений у Чорне море для інтервенції союзників під час Громадянській війні в Росії. Він сів на мілину в лютому 1919 року біля узбережжя Криму і не міг бути знятий з мілини, доки не було знято частину його гармат, броні та котлів. Після повернення до Франції пізніше того ж року корабель був виключений зі списку флоту. «Мірабо» був переданий компанії з утилізації як оплата за порятунок іншого лінкора та розібраний на металобрухт у 1922 році.

## Проєктування та опис

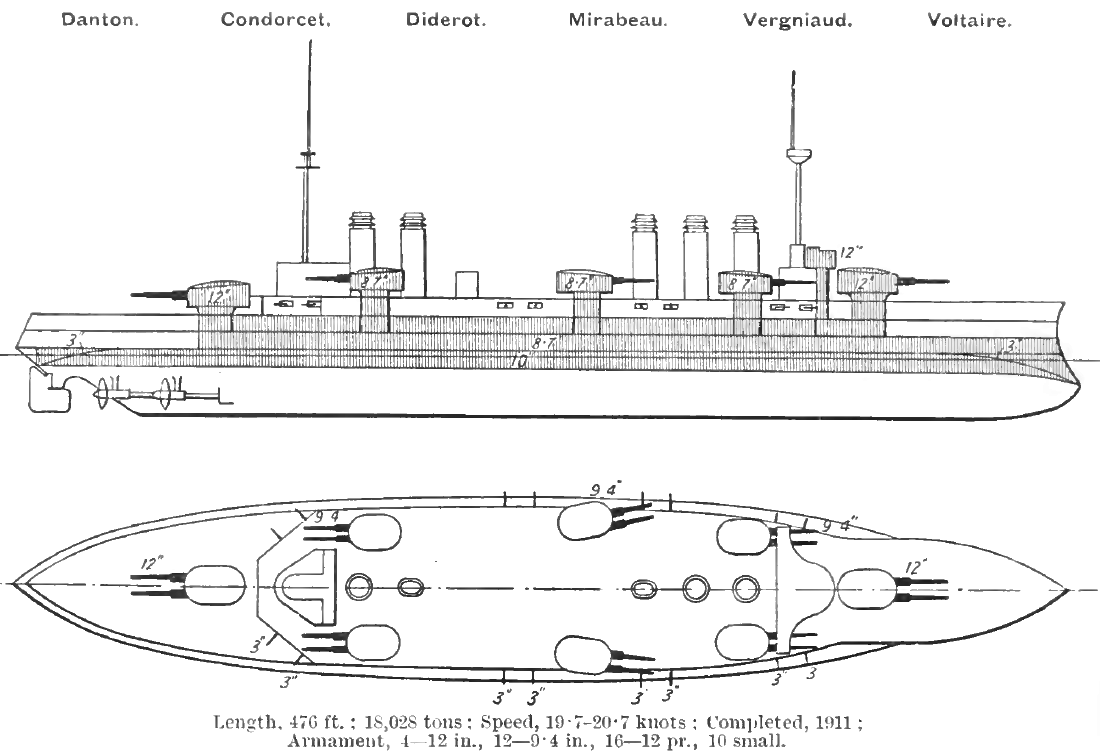
Правий фасад і план палуби, зображення з військово-морського щорічника Brassey 1915 року

Хоча лінкори класу «Дантон» були значним покращенням порівняно з попереднім класом «Ліберте», вони були перевершені появою дредноута ще до того, як були завершені. «Мірабо» мав 146,6 метрів загальної довжини, ширину 25,8 метрів і осадку 8,44 метра при повному навантаженні. Він мав водотоннажність 18 754 метричних тонн (18 458 довгих тонн) при нормальному навантаженні та екіпаж із 25 офіцерів та 831 матроса. Під час служби флагманом його екіпаж налічував 31 офіцера та 886 матросів. Корабель був оснащений чотирма паровими турбінами Parsons, кожна з яких приводила в рух один гребний вал, використовуючи пару, вироблену двадцятьма шістьма котлами Belleville. Турбіни були розраховані на 22 500 кінських сил на валу (16 800 кВт) і були розроблені для забезпечення максимальної швидкості 19,25 вузлів (35,65 км/год). «Мірабо» трохи перевищив цей показник, коли досяг максимальної швидкості 19,7 вузлів (36,5 км/год) під час морських випробувань. Корабель перевозив достатньо вугілля, щоб забезпечити йому дальність 3500 морських миль (6500 км) зі швидкістю 10 вузлів (19 км/год).
Головна батарея «Мірабо» складалася з чотирьох 305-міліметрових гармат моделі 1906 року, встановлених у двох двогарматних баштах, одна спереду, інша ззаду надбудови. Їх вторинне озброєння складалося з дванадцяти 240-міліметрових гармат, зразка 1902 року, які були встановлені в шести баштах, по три з кожного борту корабля. Для захисту від торпедних катерів було встановлено кілька менших гармат. До них належали шістнадцять 75-мм гармат, модель 1908 року у казематах з боків корпусу та вісім 47-мм гармат Гочкісса, встановлених на надбудові. Він також був озброєний двома зануреними 450-міліметровими торпедними апаратами, по одному з кожного борту. Броньовий пояс корабля по ватерлінії мав товщину від 180 до 250 міліметрів, а башти головного калібру були захищені бронею товщиною 260–340 міліметрів. Боки бойової рубки складалися з 266-міліметрових броньових плит.

## Модифікації воєнного часу
Чотири позиції 75-міліметрових гармат на кормі були дуже схильні до затоплення за будь-якої погоди, крім спокійної, і були зняті з усіх кораблів типу «Дантон» у 1915–1917 роках. Їх амбразури були закриті, щоб зупинити затоплення. Чотири 47-міліметрові гармати на кормовій надбудові були передані іншим кораблям у якийсь момент під час війни. Ті, що були на передній надбудові, отримали установки з збільшеним кутом і були переміщені, щоб краще служити як зенітні гармати.

## Будівництво та служба

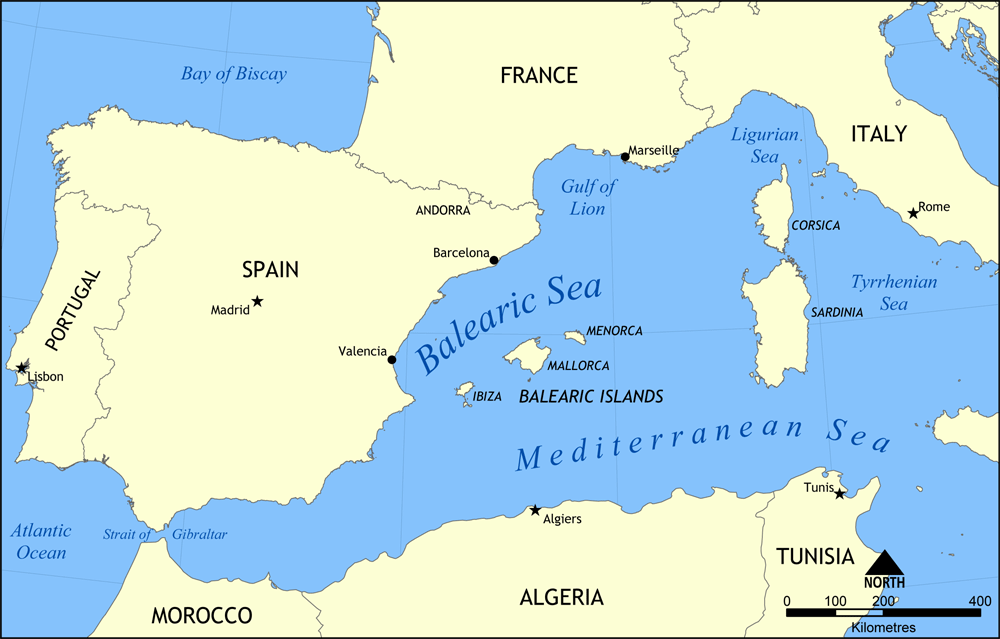
Карта західного Середземномор'я, де Мірабо провів більшу частину своєї служби в мирний час

Замовлений в рамках другої частини військово-морського закону 1900 року, який дозволяв будівництво 19 лінкорів до 1919 року, «Мірабо» був названий на честь Оноре Габрієль Рікеті, граф де Мірабо, одного з перших лідерів Французької революції. Будівництво корабля розпочалося 8 травня 1906 року на «Arsenal de Lorient», і він був закладений 4 травня 1908 року. «Мірабо» був спущений на воду 28 жовтня 1909 року і був завершений (остаточне озброєння) 1 серпня 1911 року. Після прибуття до Тулона 15 серпня корабель став флагманом контрадмірала Домініка-Марі Гоше, командувача Другою дивізією Середземноморської ескадри Першої ескадри лінкорів. Разом із чотирма своїми однотипними кораблями він брав участь у великому військово-морському огляді президентом Франції Арманом Фальєром біля мису Брюн 4 вересня і потім у візиті міністра військово-морського флоту Теофіла Делькассе 8-го числа.
У середині квітня 1912 року Перша ескадра лінкорів приймала три британські броньовані крейсери в Гольф-Жуан, оскільки їхній командир, контр-адмірал Едвард Гембл, відкрив пам'ятники королю Едуарду VII та його матері, королеві Вікторії, в Каннах. «Мірабо» брав участь у липневих маневрах у Західному Середземномор'ї та навчаннях, що імітували блокаду Аяччо, Корсика, у листопаді. 3 березня 1913 року Перша ескадра лінкорів провела артилерійські навчання біля островів Йер, за якими спостерігав Перший лорд адміралтейства Вінстон Черчилль. Корабель брав участь у спільних маневрах флоту між Провансом і Французьким Тунісом у травні–червні та наступному військово-морському огляді, проведеному прем'єр-міністром Раймоном Пуанкаре, 7 червня. Контр-адмірал Марі-Жан-Люсьєн Лаказ звільнив Гоше 16 серпня, і «Мірабо» приєднався до своєї ескадри в її турі Східним Середземномор'ям у жовтні–грудні, здійснивши візити до портів Єгипту, Сирії та Греції.
Лаказ переніс свій прапор на свій однотипний корабель «Верньо» 12 березня 1914 року, і корабель був змушений ненадовго вийти з великих флотських навчань 13 травня через проблеми з двигуном. Коли під час липневої кризи зросла напруженість, «Мірабо» та інші кораблі Першої ескадри лінкорів почали завантажувати свої боєприпаси та обмінювати підозрілі партії пороху на нові, починаючи з 27 липня. Через чотири дні вони перезавантажили вугілля, і 2 серпня національний флот мобілізувався.

## Перша світова війна
Перш ніж Франція оголосила війну Німецькій імперії вранці 4 серпня, віцеадмірал Огюстен Буе де Лапейрер, командувач 1-ю морською армією (1re Armée Navale), оскільки Середземноморська ескадра була перейменована в 1913 році, наказав більшості своїх кораблів зосередитися біля алжирського узбережжя, щоб супроводжувати військові конвої до материкової Франції та блокувати німецьке судноплавство в Середземному морі. Незважаючи на це розгортання, німецький лінійний крейсер SMS Goeben і легкий крейсер SMS Breslau змогли обстріляти Бон (суч. Аннаба і Філліпвіль 4 серпня. Незважаючи на проблеми з механізмами «Мірабо», які обмежували швидкість 1-ї ескадри лінкорів до 15 вузлів (28 км/год; 17 миль/год), ескадра, ймовірно, перехопила б німецькі кораблі пізніше того ж ранку, якби її командир, віцеадмірал Поль Чошепрат, не наказав повернути на захід. «Мірабо» провів решту місяця в ремонті. Окрім кількох безрезультатних походів в Адріатичне море, французькі лінійні кораблі проводили більшу частину свого часу, курсуючи між нейтральними грецьким та італійським узбережжями, щоб запобігти спробам австро-угорського флоту вийти з Адріатики. Торпедування дредноута «Жан Бар» 21 грудня австро-угорським підводним човном U-12 показало, що лінкори вразливі до цієї загрози, і вони були відведені далі на південь, щоб провести решту місяця на якірній стоянці в Наваринській бухті поблизу міста Пілос.
11 січня 1915 року французи були сповіщені про те, що австро-угорський флот збирається вийти зі своєї бази в Пулі, тому Морська армія вийшла на північ до албанського узбережжя. Це виявилося хибною тривогою, і через три дні вони повернулися на свої місця. Тим часом кораблі патрулювали Іонічне море. Оголошення Італією війни Австро-Угорщині 23 травня та рішення Італії взяти на себе відповідальність за військово-морські операції в Адріатиці дозволили французькому флоту відійти або на Мальту, або до Бізерти, Туніс, щоб прикрити Отрантський бар'єр. «Мірабо» перебував на Мальті 30 червня, коли в сусідньому складі вибухнула торпеда. Корабель зазнав лише незначних пошкоджень, але двоє членів його екіпажу загинули та одинадцять були поранені.

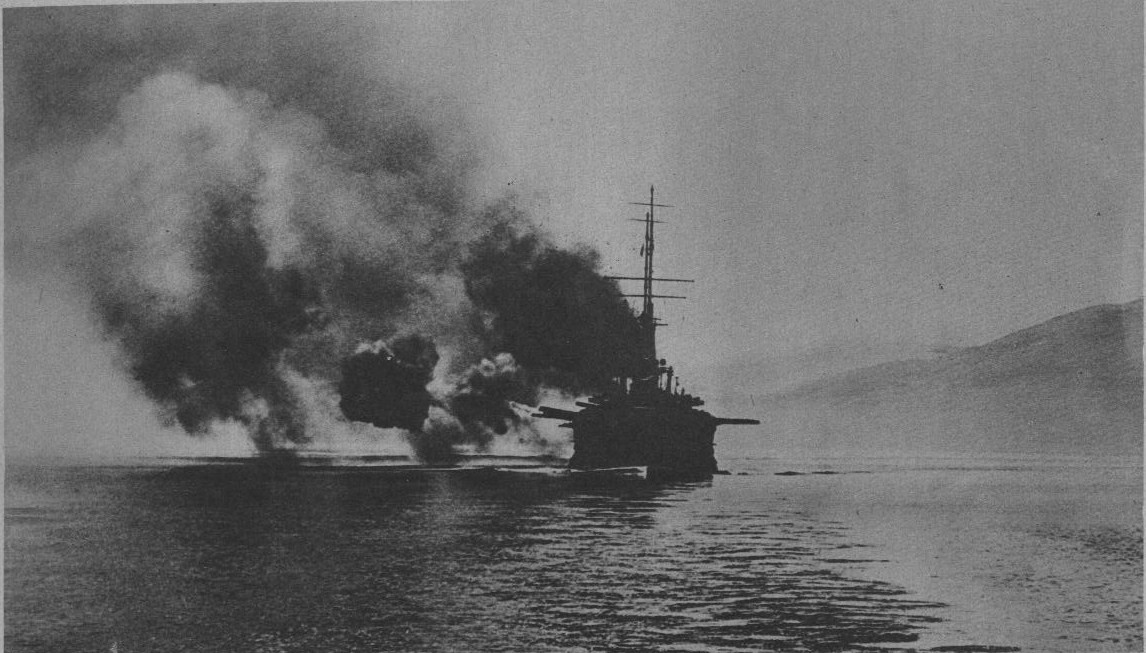
Мірабо обстрілює Афіни, 1 грудня 1916 року.

У листопаді 1916 року «Мірабо» перевозив десантні партії з інших кораблів своєї дивізії до Афін. 1 грудня ці десантні партії брали участь у спробі союзників забезпечити згоду Греції на операції союзників у Македонії. Опір греків діям союзників припинився після того, як «Мірабо» випустив чотири снаряди зі свого головного озброєння по місту, один з яких влучив біля Королівського палацу. Після цього корабель провів 1917 рік, базуючись на Корфу або в Мудросі, щоб запобігти прориву SMS Goeben, який на той час був переданий Османській імперії та перейменований на «Явуз Султан Селім», у Середземне море. У серпні корабель випробував прив'язну повітряну кулю, але вона була знищена ударом блискавки 31 жовтня. У квітні 1918 року «Мірабо» супроводжував свої однотипні кораблі «Дідро» та «Верньо» до Мудроса, де вони залишалися до кінця війни. 1 липня 1-ша морська армія була реорганізована, і більшість кораблів класу «Дантон» були призначені до Другої ескадри, причому «Мірабо» входив до Першої дивізії ескадри.

## Повоєнний час

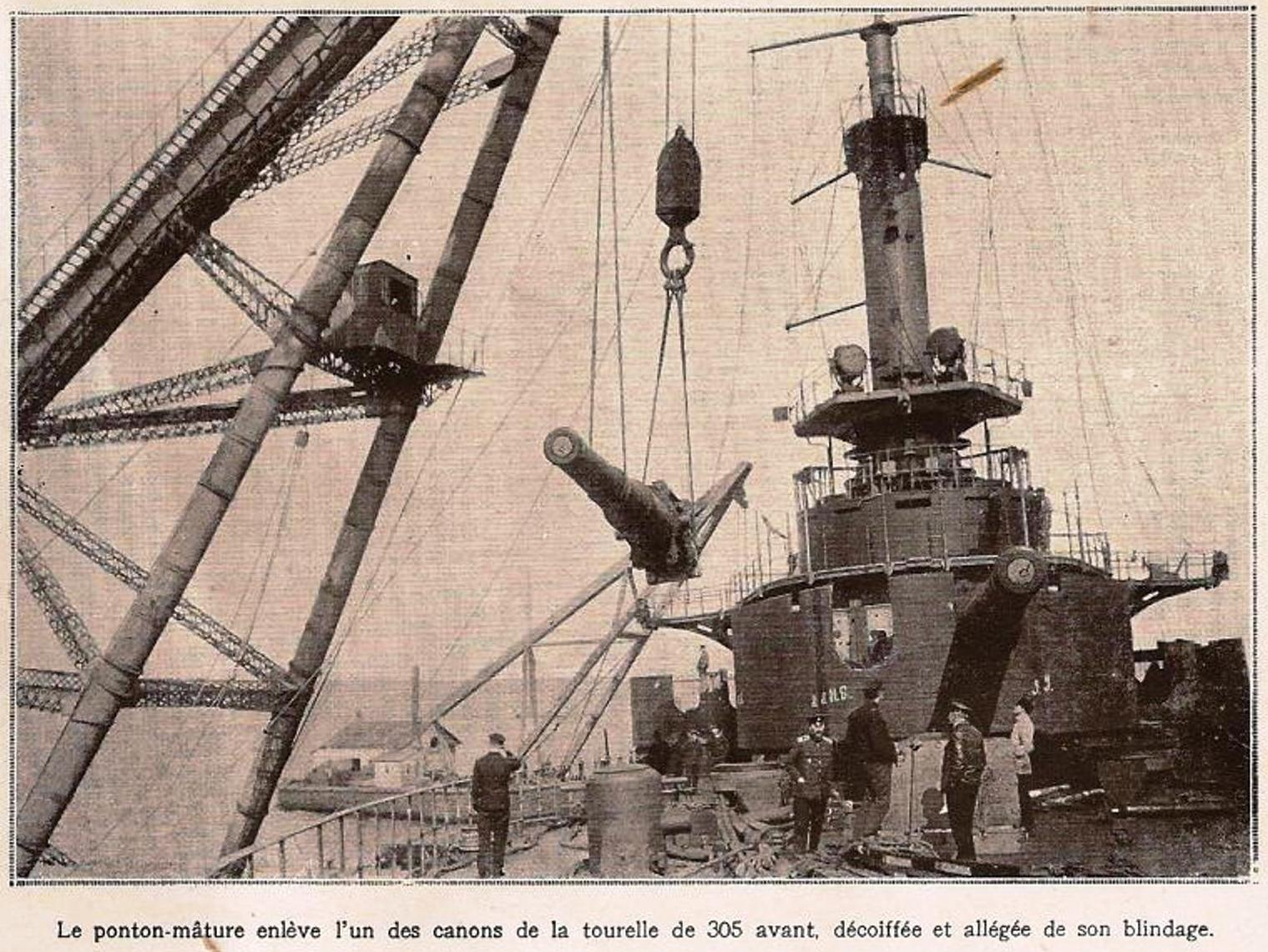
Перевстановлення однієї з головних гармат корабля, Севастополь, 1919 рік

Після підписання Мудросського перемир'я 30 жовтня між союзниками та Османською імперією, корабель брав участь у ранньому етапі окупації Константинополя, починаючи з 12 листопада до 8 грудня «Мірабо» вже був переведений у Чорному морі для підтримки білогвардійських російських військ у Севастополі та стримування більшовицьких військ, які наступали на місто під час Громадянської війни в Росії. «Мірабо» сів на мілину під час снігової бурі 18 лютого 1919 року біля кримського узбережжя. Він не міг бути знятий з мілини, доки не було знято 6000 тонн ваги. З цією метою його гармати, башенна броня, більшість його котлів, вугілля, боєприпаси та верхній пояс броні були вивантажені. Після кількох тижнів зусиль корабель був знятий з мілини 6 квітня, і його відбуксирували російським крейсером «Кагул» і буксиром до сухого доку в Севастополі, щоб відремонтувати будь-які пошкодження та встановити обладнання. Цей процес розпочався 12 квітня, але «Мірабо» був знову спущений на воду через три дні, коли надійшли повідомлення про наступ Червоної армії на місто. До того часу, як місто було евакуйовано союзниками 5 травня, були замінені лише його гармати, боєприпаси та частина броні. Його відбуксирували до Константинополя лінкором «Жюстіс» і п'ятьма буксирами, де він залишався з 7 по 15 травня. Потім «Жюстіс» відновив буксирування, і вони досягли Тулона 24-го числа. Після огляду корабля в сухому доці «Мірабо» був виключений зі списків 22 серпня і переданий як компенсація компанії, яка врятувала переддредноутний лінкор «Ліберте». Його корпус був відбуксируваний до Савони, Італія, для утилізації 28 квітня 1922 року.